# Hermandad de la Veracruz (Puerto de Santa María)
La Hermandad de la Veracruz cuyo nombre oficial y completo es Ilustre y Antigua Hermandad del Santísimo Cristo de la Veracruz, Nuestra Señora del Mayor Dolor, San Juan Evangelista y María Santísima de Consolación y Lágrimas es una hermandad religiosa o cofradía con sede en la Parroquia de San Joaquín, en la ciudad de El Puerto de Santa María (España). Realiza una procesión durante la Semana Santa de El Puerto de Santa María, en la tarde del Viernes Santo.

## Historia
La Hermandad se funda en el año 1505, en el Monasterio de la Victoria, siendo la decana de la ciudad de El Puerto de Santa María y probablemente de las más antiguas de la provincia de Cádiz y Andalucía. Fue constituida como hermandad de compromiso, es decir, sus hermanos tenían derecho a visita médica y a medicamentos. En el año 1568 fueron aprobadas sus primeras reglas. La destrucción del archivo de la hermandad durante la invasión francesa, hizo que se quedara sin datos y fechas de valor incalculable por ser la cofradía más antigua. A finales del siglo XVI se fusionó con la Hermandad de la Sangre cuya capilla del mismo nombre, estaba situada en la esquina de calle Nevería con Palacios, trasladándose en 1940 por el estado ruinoso de la capilla de la Sangre, a la Capilla de Nuestra Señora del Rosario de la Aurora y luego a la Iglesia mayor Prioral. En el año 1946 se pasó a la Parroquia de San Joaquín y al año siguiente, en 1947, se bendice el retablo principal de su nueva sede canónica, obra del portuense D. José Ovando Merino, costeado la mayor parte de los gastos por la hermandad. En este nuevo retablo fueron situados los titulares de la hermandad, donde permanecen en la actualidad. En 1968 se adquiere la imagen de María Santísima de Consolación y Lágrimas, del imaginero Sebastián Santos empezando a desfilar ese mismo año por las calles de la ciudad. Desde entonces desfilan delante del paso un grupo de mujeres ataviadas con la mantilla española. A principios de los 90, el paso de misterio deja de procesionar a ruedas, para ser portados por costaleros.
En el 2005 se conmemoró el quinientos aniversario de la fundación de la Hermandad, con diferentes actos y con una salida procesional extraordinaria y una correspondiente misa matinal en la Plaza de Alfonso X "El Sabio", presidido por el paso de misterio y acompañado musicalmente por la banda de Música Maestro Dueñas.
En el 2016 la imagen del Stmo. Cristo de la Veracruz procesiona sola, sin imágenes de Ntra. Sra. del Mayor Dolor y San Juan debido al deterioro en las peanas.
En el 2017, por problemas económicos, se decide no sacar el paso de palio de Consolación y Lágrimas, realizando su salida con un solo paso y saliendo dicha imagen junto al crucificado.

## Imágenes
- Santísimo Cristo de la Veracruz: la imagen es de talla completa de autor desconocido, data del siglo XVI, representa a Cristo muerto en la cruz, de autor anónimo, de estilo renacentista; está esculpida en madera policromada, excepto el tronco ejecutado en pasta. Fue retocada por D. Juan Bottaro en el año 1930. En 1991 lo restauró D. Manuel León Hernández.La imagen mide 1,94 m, aproximadamente, de altura.

Completan el misterio las siguientes imágenes: Nuestra Señora del Mayor Dolor y San Juan Evangelista, ambas de talla completa de pie en el calvario, atribuidas a "La Roldana" sobre el siglo XVII.
- María Santísima de Consolación y Lágrimas: imagen de dolorosa de candelero para vestir, obra del imaginero onubense D. Sebastián Santos Rojas en el año 1968 de estilo neobarroco. Mide 1,68 m aproximadamente, de altura.

## Cortejo procesional

### Pasos procesionales:[3]

#### Primer Paso
Representa a Jesús de Nazaret muerto en la cruz, en presencia a los pies del calvario de su madre María y de su Discípulo amado Juan.
- Paso de Misterio: Tallado en madera de cedro, de estilo barroco y barnizado en caoba en el año 1945 por el tallista portuense D. José Ovando Merino. Sus esquineras y cartelas del canasto en madera sobredorada. Va iluminado por cuatro faroles de forja dorada en cada una de las esquinas. Faldones bordados en terciopelo verde por miembros de la hermandad en el año 2013. En el año 2013 se amplió la parihuela por un grupo de hermanos y restauración del mismo. El tallado de los respiraderos tras la ampliación fue a cargo de D. Diego José Rodríguez Pecci, así como un nuevo dorado de las esquineras y cartelas está siendo llevado a cabo desde 2013 por el dorador D. José Girón "Vichi".

- Medidas parihuela: Calza 34 costaleros.

- Acompañamiento musical: CCyTT Zoilo Ruiz Mateos (Rota)

#### Segundo Paso
María Stma. de Consolación y Lágrimas bajo palio.
- Paso de Palio: techo de palio con gloria de la patrona de la ciudad, las bambalinas, faldones y el manto, en terciopelo verde con bordados en hilo de oro y apliques en tisú, bajo el diseño de D. David Calleja Ruiz y realizados por hermanos de la cofradía. En orfebrería en plata cofradiera: los respiraderos son de los talleres de Brihuega, las ánforas (1996) fueron realizadas por Orfebrería Sevillana, la Corona de la Virgen (2001)es de metal dorado por el orfebre D. Jesús Domínguez. Llamador de metal plateado (2000) por D. Jesús Domínguez.

- Medidas: calza 30 costaleros.

- Acompañamiento musical: Banda de música "Arunda" de Ronda

### Hábito nazareno

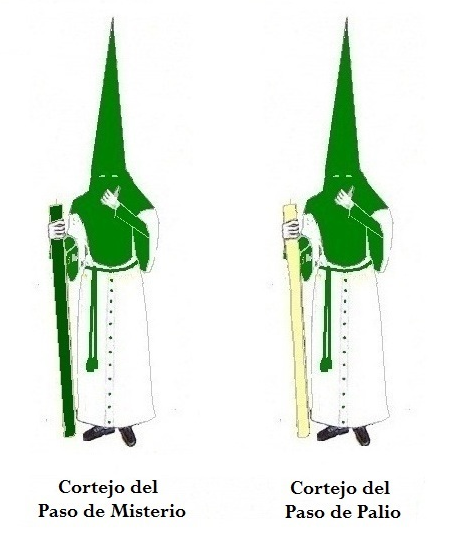
Hábito nazareno de la Hdad. de la Veracruz

Los nazarenos visten túnica blanca en tela de sarga, con antifaz, botonadura y cíngulo en tela de raso verde, llevan guantes blancos y zapatos de color negro. Sobre el pecho llevan el escudo de la Hermandad. 

### Lugares de interés en el recorrido
Cabe destacar el paso por la calle Santa María y La Placilla.

## Marchas dedicadas:[4]

### Agrupación Musical
- A mi cristo de la Vera Cruz de D. Diego Cristo Álvarez

### Banda de Música
- Consolación y Lágrimas de D. Alberto Barea Tejada